# Кауб
Кауб (њем. Kaub) град је у њемачкој савезној држави Рајна-Палатинат. Једно је од 137 општинских средишта округа Рајн-Лан. Према процјени из 2010. у граду је живјело 910 становника. Посједује регионалну шифру (AGS) 7141069.

## Географски и демографски подаци
Кауб се налази у савезној држави Рајна-Палатинат у округу Рајн-Лан. Град се налази на надморској висини од 72 метра. Површина општине износи 13,0 km². У самом граду је, према процјени из 2010. године, живјело 910 становника. Просјечна густина становништва износи 70 становника/km².